# Martin Heylen

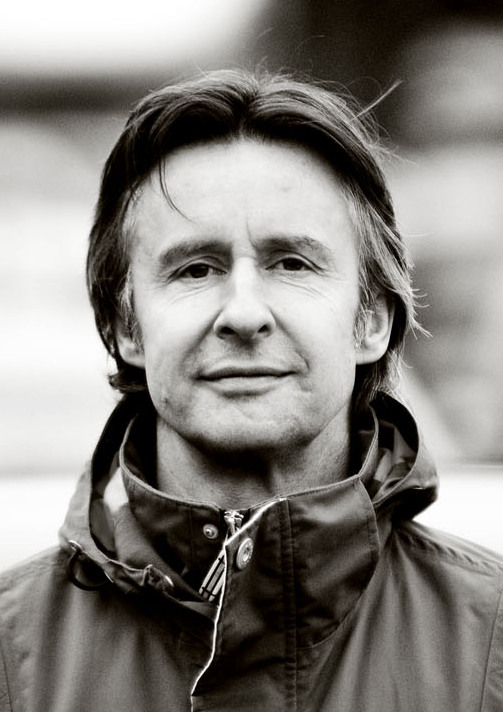
Martin Heylen (2008)

Martin Heylen (Oosteeklo, 18 januari 1956) is een Vlaams journalist bekend van de televisie. Hij begon zijn carrière bij de krant De Morgen, werkte later voor het weekblad Humo en is nu actief voor productiehuis Woestijnvis.

## Televisieprogramma's
Heylen werkte mee aan de volgende tv-programma's:
- Man bijt hond, waarvoor hij voornamelijk rubrieken maakte als reporter aan huis. Eerst doorkruiste hij Vlaanderen, maar daarna ook de Verenigde Staten, Siberië en in 2007 China. Hierop kwam een vervolg in de vorm van een volwaardig televisieprogramma, getiteld Terug naar Siberië, dat in het najaar van 2006 op de buis was en waarin Heylen terugkeerde naar Siberië, maar deze keer in de zomer.
- In 2006 begon hij ook een wekelijkse rubriek in De laatste show, getiteld Goed Geprobeerd. Hierin probeerde hij allerlei tips van kijkers uit die het leven moesten veraangenamen.
- Heylen werkte als panellid mee aan verschillende programma's, zoals De rechtvaardige rechters, Alles kan beter en De Pappenheimers.
- In 2010 werkte Heylen de documentaire God en klein Pierke af. Hij volgde een jaar lang een aantal Bekende Vlamingen. Onder meer de afleveringen met kardinaal Daneels, Herman Van Rompuy en Raymond van het Groenewoud kregen heel wat persaandacht. In 2011-2012 liep het tweede seizoen.
- Eind 2012 was Heylen te zien in Dr. Livingstone waarin hij en Philippe Geubels door Afrika reisden in de sporen van Livingstone en Stanley. Volgens Heylen zelf ging het om een persoonlijk reisverslag en niet om een historische reconstructie.
- In 2014 en 2015 bracht Heylen een nieuwe documentairereeks uit, Heylen en de Herkomst. Hij volgt een aantal Bekende Vlamingen naar hun land van oorsprong. Heylen eindigt steevast met de vraag: Gaan we naar huis, of zijn we er al?.
- In 2016 maakte Martin twee programma's rond de vluchtelingencrisis. In De Bril van Martin ging Martin de vluchtelingen opzoeken in de kazerne van Sijsele en in Terug naar eigen land reisde Martin met zes BV's de vluchtelingenroute af van Irak richting België.
- In 2018 liep van hem het programma Zelfde deur, 20 jaar later op Eén. Daarin zocht hij mensen op die hij eerder voor Man bijt hond had geïnterviewd in een rubriek waarin hij even meekeek in het dagelijks leven van onbekende mensen. In 2020 volgde een tweede seizoen.[1]
- In het najaar van 2022 ging hij in het programma Uncle Martin op zoek naar zijn grote Amerikaanse familie die honderd jaar geleden met de boot naar Amerika trok.[2]
- In 2024 blikte hij in het programma 40 jaar Reilen en Heylen terug op 40 jaar reportages maken. Heylen ging op zoek in zijn eigen archief en zoekt bijzondere mensen die hem bijgebleven zijn opnieuw op.[3]

In Willy's en Marjetten was hij te zien in aflevering 10 als zichzelf in de reportage van het echtpaar Fons en Palmyra Van Callenberge.

## Publicaties
- Getuigenissen uit de koncentratiekampen (Alea Produkties, Eeklo 1992).
- Terug naar Siberië (T.T.T.I., Vilvoorde 2008).
- Raymond van het Groenewoud. In mijn hoofd (De Bezige Bij, Amsterdam 2011).

## Privéleven
Martin Heylen is de broer van Ivan Heylen, een Vlaamse zanger en tv-maker.

## Varia
Op 22 oktober 2022 werd Heylen benoemd tot Grootmeester in de orde van de Oostendse garnaalkroket.
- Gemeinsame Normdatei: 143980750
- International Standard Name Identifier: 0000 0001 1911 388X
- Library of Congress Control Number: nb2012011984
- MusicBrainz: 5556454c-31f9-4d2a-8985-f7d55b7d91f8
- Nationale Bibliotheek van Tsjechië: xx0201047
- Nederlandse Thesaurus van Auteursnamen: 161825699
- Virtual International Authority File: 170274052
- WorldCat: E39PBJjXhPVjWxMGRYDWTQmw4q